# Stuifmeelkorf

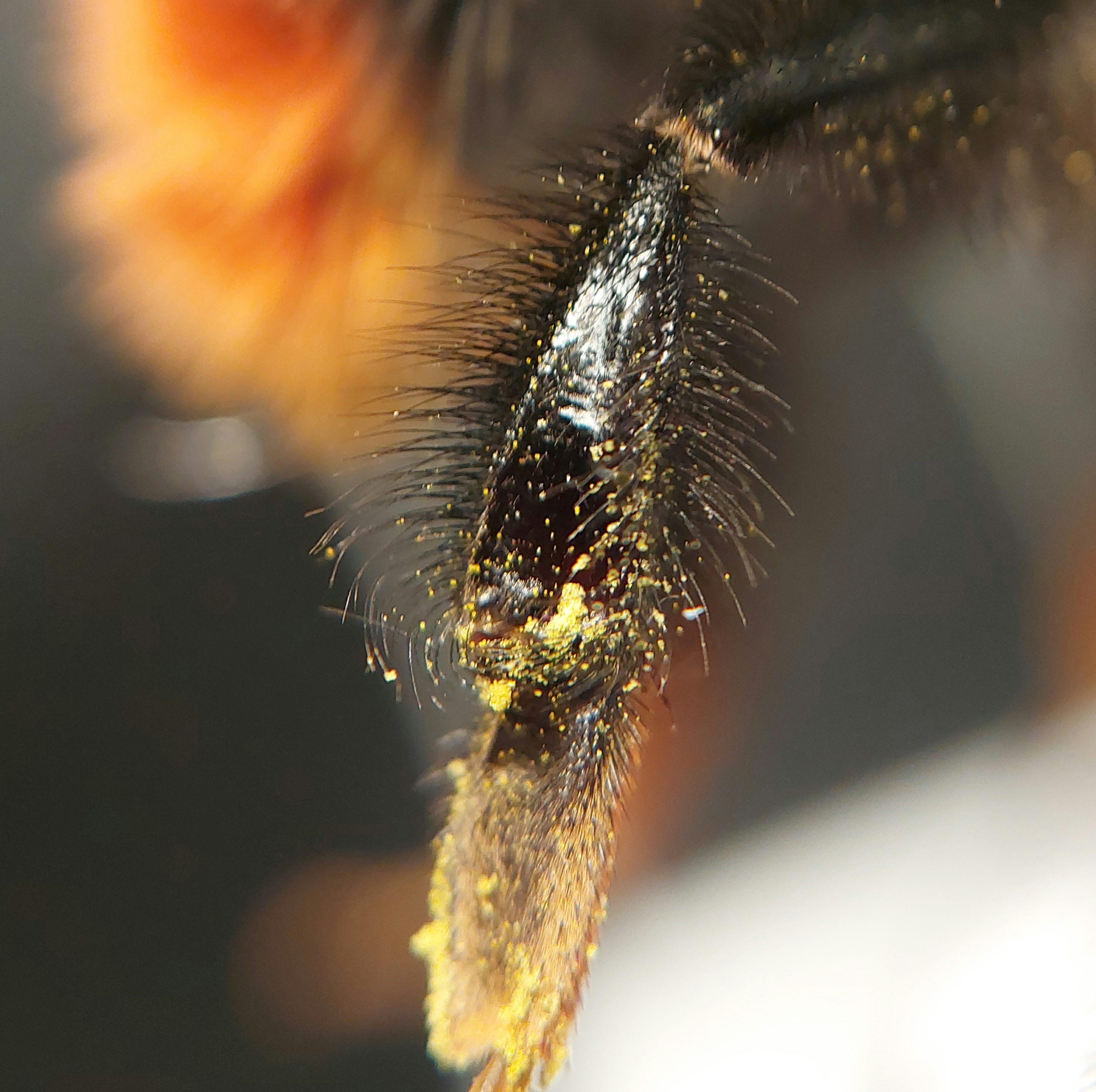
Ingezoomde foto van de stuifmeelkorf van een steenhommel.

Een stuifmeelkorf, pollenkorf of corbicula (meervoud: corbiculae) is een onderdeel van de achterscheen (tibia) dat gebruikt wordt door sommige bijensoorten om stuifmeel naar het nest te brengen. Een stuifmeelkorf is de onbehaarde, holle kant van de scheen, die omgeven is met lange, stijve haren, om het pollen te bewaren.
Niet elke bij heeft een stuifmeelkorfje; sommige soorten maken ook gebruik van scopae om pollen te vervoeren, of van geen van beide, zoals bij de koekoekshommels, die geen pollen verzamelen.